# Trzeci rząd Aníbala Cavaco Silvy
Trzeci rząd Aníbala Cavaco Silvy (port. XII Governo Constitucional de Portugal – XII rząd konstytucyjny Portugalii) – rząd Portugalii funkcjonujący od 31 października 1991 do 28 października 1995.
Był to jednopartyjny gabinet utworzony po wyborach parlamentarnych w 1991, wygranych ponownie przez Partię Socjaldemokratyczną. Po kolejnych wyborach w 1995, wygranych przez Partię Socjalistyczną, został zastąpiony przez rząd Antónia Guterresa.

## Skład rządu
- Premier: Aníbal Cavaco Silva
- Minister ds. prezydencji: Fernando Nogueira (do 1995)
- Minister delegowany ds. kontaktów z parlamentem: António Couto dos Santos (do 1992)
- Minister delegowany: Luís Marques Mendes (od 1992)
- Minister obrony narodowej: Fernando Nogueira (do 1995), António Figueiredo Lopes (w 1995)
- Minister administracji i spraw wewnętrznych: Manuel Dias Loureiro
- Minister finansów: Jorge Braga de Macedo (do 1993), Eduardo Catroga (od 1993)
- Minister ds. planowania i administracji terytorialnej: Luís Valente de Oliveira
- Minister sprawiedliwości: Álvaro Laborinho Lúcio
- Minister spraw zagranicznych: João de Deus Pinheiro (do 1992), José Manuel Barroso (od 1992)
- Minister rolnictwa: Arlindo Cunha (do 1994), António Duarte Silva (od 1994)
- Minister ds. morskich: Eduardo Azevedo Soares (do 1995), António Duarte Silva (w 1995)
- Minister przemysłu i energii: Luís Mira Amaral
- Minister edukacji: Diamantino Durão (do 1992), António Couto dos Santos (1992–1993), Manuela Ferreira Leite (od 1993)
- Minister robót publicznych, transportu i komunikacji: Joaquim Ferreira do Amaral
- Minister zdrowia: Arlindo de Carvalho (do 1993), Paulo Mendo (od 1993)
- Minister ds. zatrudnienia i ochrony socjalnej: José Albino Silva Peneda (do 1993), José Falcão e Cunha (od 1993)
- Minister handlu i turystyki: Fernando Faria de Oliveira
- Minister środowiska i zasobów naturalnych: Carlos Borrego (do 1993), Teresa Patrício Gouveia (od 1993)